# Gens Apuleya
La gens Apuleya (en latín, gens Appuleia o gens Apuleia) fue una gens plebeya de Roma, que floreció desde el siglo V a. C. hasta la época imperial. El primero de la gens que logró importancia fue Lucio Apuleyo, tribuno de la plebe en 391 a. C.

## Praenominausados por la familia
Los principales preanomina usados por los Apuleyos fueron Lucio, Sexto y Cayo. Hay un Quinto, pero Marco y Cneo no se encuentran antes del siglo I a. C.

## Ramas ycognominade la familia
Los cognomina de esta familia son Deciano, Pansa, Saturnino y Campoyano. De estos, sólo Saturnino en Italia y Campoyano en Hispanos fue un nombre regular. Deciano se usó por primera vez por un miembro adoptado por la gens Decia y lo pasó a sus hijos.

## Miembros de la familia

### Apuleyos Saturninos
- Gayo Apuleyo Saturnino, uno de los enviados por el senado en 168 a. C. a investigar y resolver las disputas entre los pisanos y los lunenses.[1]
- Lucio Apuleyo Saturnino, pretor en 166 a. C.
- Lucio Apuleyo Saturnino, tribuno de la plebe en 103, 102 y 100 a. C.
- Lucio Apuleyo Saturnino, propretor de Macedonia en 58 a. C.
- Gneo Apuleyo L. f. Saturnino, hijo del propretor de Macedonia.

### Apuleyos Campoyano
- Cneo Apuleyo I Campoyano, (gobernador de Clunia en 68 d. C.). Nieto de Sexto Apuleyo II y bisnieto de Sexto Apuleyo I, quien fue hijo de Octavia la Mayor, hermana de Octavio Augusto.

- Urbano Apuleyo Campoyano (s.IV), patricio romano convertido al cristianismo.

- Apuleyo Campoyano, terrateniente del siglo V en Cantabria. Su apellido era ya Campoyano, el cual evolucionó posteriormente a Campoy.

### Apuleyos Decianos
- Gayo Apuleyo Deciano, tribuno de la plebe in 98 a. C.
- Gayo Apuleyo C. f. Deciano, un negociador en Pérgamo y Apolonis en Asia Menor.

### Otros
- Lucio Apuleyo, tribuno de la plebe en 391 a. C., procesó a Camilo por haber ocultado parte de los despojos de Veyes.[2][3]
- Quinto Apuleyo Pansa, cónsul en 300 a. C.
- Lucio Apuleyo, uno de los embajadores romanos enviados en el año 156 a. C. a examinar el estado de los asuntos entre Átalo y Prusias.[4]
- Apuleyo, procuestor, quizás de Quinto Marcio Filipo, procónsul en Asia en 55 a. C.[5]
- Apuleyo, un praediator mencionado por Cicerón en dos de sus cartas.[6]
- Marco Apuleyo, cuestor en Asia en la época de la muerte de César en 44 a. C., proscrito por los triunviros, pero después restaurado a su país de origen.
- Apuleyo, probablemente tribuno de la plebe, proscrito por los triunviros en 43 a. C., y que escapó con vida con su esposa a Sicilia.[7]
- Sexto Apuleyo Sex. f. Sex. n., cónsul en 29 a. C.
- Marco Apuleyo Sex. f. Sex. n., cónsul en 20 a. C., posiblemente la misma persona que Marco Apuleyo.[8]
- Sexto Apuleyo Sex. f. Sex. n., cónsul en el año 14, un pariente de Augusto.
- Apuleyo Celso, un médico de Centuripa en Sicilia, quien fue tutor de Valente y Escribonio Largo.[9]
- Apuleyo, quizás llamado Lucio, autor de El asno de oro.
- Lucio Apuleyo Bárbaro, un escritor botánico, probablemente date del siglo IV.